# Fire and Filigree
Fire and Filigree  è un album di Curtis Fuller, pubblicato dalla Bee Hive Records nel 1979. Il disco fu registrato il 6 dicembre 1978 al Master Sound Productions, Franklin Square a New York City, New York (Stati Uniti).

## Tracce
Lato A
1. Minor's Holiday – 3:45 (Kenny Dorham)
2. Ballad for Gabe Wells – 10:14 (Curtis Fuller)
3. Hello Young Lovers – 8:02 (Oscar Hammerstein II, Richard Rodgers)

Lato B
1. The Egyptian – 7:52 (Curtis Fuller)
2. Yesterdays – 7:13 (Jerome Kern, Otto Harbach)
3. Blue Monk – 5:50 (Thelonious Monk)

## Musicisti
- Curtis Fuller - trombone
- Sal Nistico - sassofono tenore
- Walter Bishop Jr. - pianoforte
- Sam Jones - contrabbasso
- Freddie Waits - batteria[4]